# 葉競榮
葉競榮（1936年1月8日—2024年11月4日），北平市人，中華民國陸軍將領。

## 生平
陸軍官校第27期砲兵科、三軍大學戰爭學院71年班畢業。曾任軍長、馬祖防衛部司令官、軍團司令、金門防衛司令部司令官以及陸軍副總司令等職務。退役後，曾赴中國大陸上海市從事運輸業。

## 個人生活
次女葉翎婚後和丈夫從事家族事業，在非洲模里西斯開設遊樂場，具模里西斯國籍。1999年5月24日，模里西斯的一場足球賽因球迷認為裁判判決不公，引發暴動，民眾的衝突從球場內向外延伸，並且在街上投擲汽油彈，共燒死七個人，其中葉翎和兩個女兒喪生其中。